# TT287
Le tombeau thébain TT 287 est situé à Dra Abou el-Naga, une partie de la nécropole thébaine, sur la rive ouest du Nil, en face de Louxor.
C'est le lieu de sépulture de Pendoua, prêtre-ouâb d'Amon, qui a vécu pendant la période ramesside. 